# Збруєв Олександр Вікторович
Олекса́ндр Ві́кторович Збру́єв (рос. Алекса́ндр Ви́кторович Збру́ев; нар. 31 березня 1938, Москва, Російська РФСР) — російський актор театру і кіно.

## Походження
Його батько, заступник наркома зв'язку, наприкінці 1937 року був розстріляний, а сім'я вислана під Рибінськ і в столицю повернулася лише в 1943 році. У школі Олександр Збруєв вчився не дуже добре, займався спортом — гімнастикою і боксом, і мав славу хулігана.
У 1958 році закінчив школу і поступив в Театральне училище імені Щукіна, на курс Володимира Етуша. Після закінчення училища в 1961 році був прийнятий в трупу Московського театру імені Ленінського комсомолу, де з успіхом грав в спектаклях, поставлених Анатолієм Ефросом і Марком Захаровим.

## Сім'я
- Дружина — акторка Людмила Савельєва
- Дочка — Наталія

## Вибрана фільмографія
- 1962: «Мій молодший брат» - Дімка, молодший брат
- 1962: «Подорож у квітень»
- 1969: «Створи бій»
- 1974: «Романс про закоханих»
- 1982: «Будинок, який побудував Свіфт»
- 1983: «Йшов четвертий рік війни»

| Рік  | Фільм                      | Оригінальна назва                | Роль              |
| ---- | -------------------------- | -------------------------------- | ----------------- |
| 1966 | Два квитки на денний сеанс | рос. Два билета на дневной сеанс | Олександр Альошин |
| 1973 | Велика перерва             | рос. Большая перемена            | Григорій Ганжа    |
| 1986 | Бережи мене, мій талісмане | рос. Храни меня, мой талисман    | Дмитро            |
| 1988 | Убити дракона              | рос. Убить дракона               | Фрідріхсен        |
| 1995 | Усе буде добре!            | рос. Всё будет хорошо!           | Костянтин Смирнов |